# Monseñor Nouel
Monseñor Nouel är en provins i Dominikanska republiken, och är belägen i den centrala delen av landet. Provinsen har cirka 196 000. Den administrativa huvudorten är Bonao.
Provinsen är indelad i tre kommuner: Bonao, Maimón, Piedra Blanca